# Testvérek (film, 2009)
A Testvérek (eredeti cím: Brothers) 2009-ben bemutatott amerikai thriller-filmdráma, melyet Jim Sheridan rendezett, Susanne Bier 2004-es Brødre (Testvéred feleségét…) című dán filmjének feldolgozásaként. A főbb szerepekben Tobey Maguire, Jake Gyllenhaal és Natalie Portman látható. 
Tobey Maguire Golden Globe-jelölést kapott, mint legjobb színész.

## Cselekmény
Sam Cahill százados a tengerészgyalogság katonája, afganisztáni bevetésére készül. Mielőtt oda vezényelnék, elhozza öccsét, Tommyt a börtönből, ahonnan nemrég szabadult. Sam közös vacsorával búcsúzik családjától.
Afganisztánban lelövik a Sam-et szállító helikoptert. Grace, Sam felesége értesül férje haláláról és depresszióba esik. Sam temetési szertartása után Tommy és az apja összevesznek, mert az apa szerint fia egy vesztes, akinek soha semmi sem sikerült az életben.
Tommy a mélypont megélése  után elkezd gondoskodni sógornőjéről, Grace-ről és annak gyermekeiről. Rendbehozza a családi konyhát és több időt tölt családjával. A fiatal nő lassan visszanyeri életkedvét és kezdi feldolgozni férje elvesztését. Egy este Grace és Tommy közelebb kerülnek egymáshoz és megcsókolják egymást, de tettük miatt azonnal elszégyellik magukat.
Sam azonban nem halt meg a támadásban, egy bajtársával együtt a tálibok fogságába esett és egy földbe vájt lyukba zárták. A férfiakat megkínozzák és Samet a tálibok arra kényszerítik, ölje meg a társát.
Néhány héttel a helikopter lezuhanása után a tálibok táborát, ahol Samet is fogva tartották, amerikai katonák számolják fel, Sam így kiszabadul. Visszatér a családjához, de nem akar és nem tud beszélni arról, amit átélt. Nehezen alkalmazkodik újra a mindennapi élethez és azzal vádolja Grace-t, hogy lefeküdt a testvérével, amit a nő mindvégig tagad. Egy dühkitörés után, amelyben feldúlja a konyhát, elővesz egy pisztolyt és megfenyegeti vele az öccsét. A kihívott rendőrök megpróbálják megnyugtatni Samet, de a feldúlt férfi a levegőbe lő. Végül a fejéhez szegezi a fegyvert, de nem húzza meg a ravaszt. 
A rendőrség letartóztatja, majd nem sokkal később beutalják egy pszichiátriai intézetbe. Egy látogatás alkalmával Grace azzal fenyegeti, hogy elhagyja, ha nem beszél neki az Afganisztánban átélt dolgokról. A férfi ekkor elmondja neki, hogyan ölte meg a bajtársát.

## Szereplők
| Szerep               | Színész         | Magyar hang     |
| -------------------- | --------------- | --------------- |
| Sam Cahill kapitány  | Tobey Maguire   | Molnár Levente  |
| Tommy Cahill         | Jake Gyllenhaal | Csőre Gábor     |
| Grace Cahill         | Natalie Portman | Zsigmond Tamara |
| Elsie Cahill         | Mare Winningham | Orosz Anna      |
| Isabelle Cahill      | Bailee Madison  | Kiss Bernadett  |
| Hank Cahill          | Sam Shepard     | Forgács Gábor   |
| Maggie Cahill        | Taylor Geare    | Koller Virág    |
| Joe Willis közlegény | Patrick Flueger | Dolmány Attila  |
| Cassie Willis        | Carey Mulligan  | Pap Katalin     |
| Tina                 | Jenny Wade      | Dögei Éva       |
| Sweeney              | Ethan Suplee    | Élő Balázs      |
| Owen                 | Ray Prewitt     | Kisfalusi Lehel |
| Murad                | Navid Negahban  | Kapácsy Miklós  |
| A.J.                 | Arron Shiver    | Presits Tamás   |
| Sanderson hadnagy    | Jason E. Hill   | Fellegi Lénárd  |
| Az orr               | Luce Rains      | Fehér Péter     |

## Házimozi
A Testvérek az Amerikai Egyesült Államokban 2013. március 23-án jelent meg DVD-n, Magyarországon 2013. július 27-én.